# Undead or Alive

Undead or Alive est une comédie horrifique américaine de Glasgow Phillips réalisée en 2007, associant le thème du film de zombies à celui du western.

## Synopsis
Le chef indien Geronimo, avant de mourir, a lancé une étrange malédiction à laquelle personne ne croit. Un jour dans une ferme un peu en retrait de la ville, Ben, un père de famille transformé subitement en zombie mord sauvagement sa femme et sa fille. Quelque temps plus tard deux aventuriers (Elmer, un déserteur de l'armée, et Luke, un cow-boy) se battent au saloon de la ville : le shérif les arrête et les enferme dans la cellule contiguë à celle de Ben. Les deux prisonniers parviennent à s'échapper en enfermant à leur place l'adjoint du shérif ; celui-ci se fait mordre par Ben et mord le shérif à son tour.
Elmer et Luke prennent la fuite ; ils sont poursuivis par le shérif et son adjoint qui, après avoir pendu Ben, ont recruté plusieurs volontaires. En chemin, le shérif pris d'une crise de cannibalisme mord tous les volontaires : c'est donc une armée de zombies qui pourchassent les fuyards. Ceux-ci, chemin faisant, ont fait la connaissance de Sue, la nièce de Geronimo. Alors qu'ils pensaient être débarrassées de leurs poursuivants les fugitifs sont arrêtes par l'armée régulière et emmenés prisonniers dans un fort où ils découvrent une armée de zombie. S'en suivra une bataille au cours de laquelle Elmer sera mordu, et mordra à son tour Luke...

## Équipe technique
- Titre complet : Undead or Alive : A Zombedy
- Réalisation : Glasgow Phillips
- Scénario : Glasgow Phillips et Scott Pourroy
- Musique : Ivan Koutikov
- Photographie : Thomas L. Callaway (en)
- Genre : Comédie, western, film de zombie
- Durée : 91 minutes
- Dates de sortie :  États-Unis : 15 mars 2007

## Distribution
- James Denton (VF : Arnaud Arbessier) : Elmer Winslow, le déserteur
- Chris Kattan (VF : Christophe Lemoine) : Luke Rudd, le cow-boy
- Navi Rawat (VF : Dominique Westberg) : Sue, la nièce de Geronimo
- Lew Alexander : Geronimo
- Todd Anderson (VF : David Krüger) : Kermit
- Matt Besser : le shérif Claypool
- Chris Coppola : Cletus, l'adjoint du shérif
- Cristin Michele : Kate
- T. Jay O'Brien : Farlow
- Brian Posehn : Ben Goodman, le premier zombie
- Chloe Russell : Ruby Goodman, la première victime
- Mia Stallard : Anna
- Ben Zeller : Ebeneezer
- Gino Crognale :  le commerçant
- Leslie Jordan : le prêtre
- Christopher Allen Nelson : le capitaine

## Autour du film
- Glasgow Philips le réalisateur du film fut aussi l'un des scénaristes de la 6e saison de la série South Park.